# Thelephora robusta
Thelephora robusta är en svampart som beskrevs av Corner 1976. Thelephora robusta ingår i släktet vårtöron och familjen Thelephoraceae.   Inga underarter finns listade i Catalogue of Life.